# Пракантони

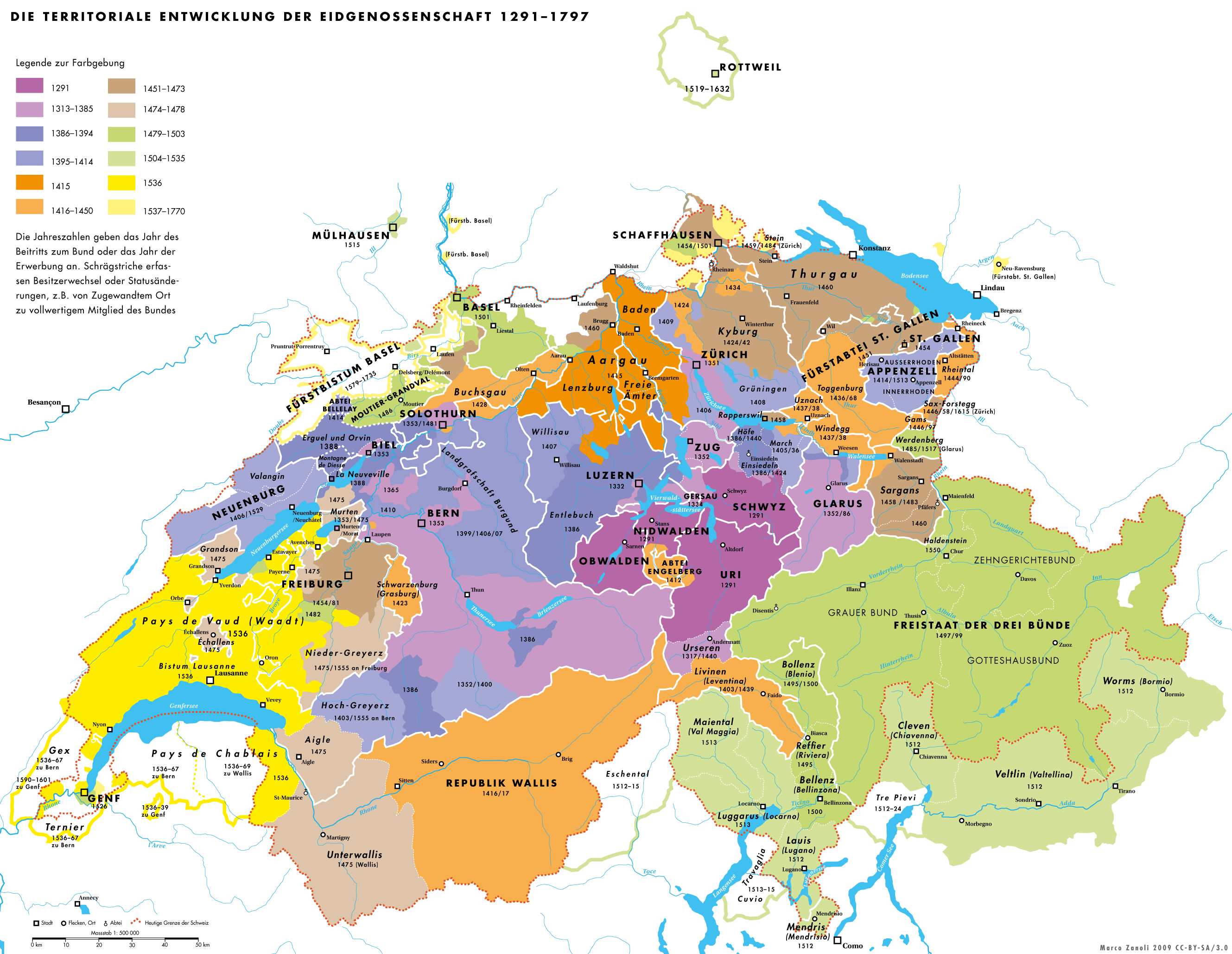
Територіальна експансія Швейцарського союзу між 1291—1797 рр.

Пракантон (нім. Urkanton) і Прашвейцарія (нім. Urschweiz) — терміни, що виникли в XIX столітті, які витіснили термін «лісові кантони» на позначення найраніших кантонів-союзників у складі Старої Швейцарської конфедерації — Урі, Швіцу та Унтервальдену. Термін заснований на ідеї, що стара конфедерація, а також Швейцарія як така були «засновані» цими трьома кантонами.
Датою їхнього об'єднання вважається дата підписання на початку серпня 1291 року найдавнішої збереженої Федеративної хартії. Однак між «пракантонами» вже поступово вибудовувалася система союзів і взаємодопомоги, при цьому жодна подія не виділялася особливо. Більше того, ідея про те, що Швейцарська Конфедерація розвинулася з цього союзу, є конструктом національної історіографії XIX століття та духовної національної оборони, починаючи з 1930-х років.